# Halicardia angulata
Halicardia angulata is een tweekleppigensoort uit de familie van de Verticordiidae. De wetenschappelijke naam van de soort is voor het eerst geldig gepubliceerd in 1882 door Jeffreys.